# Lucas Drewes

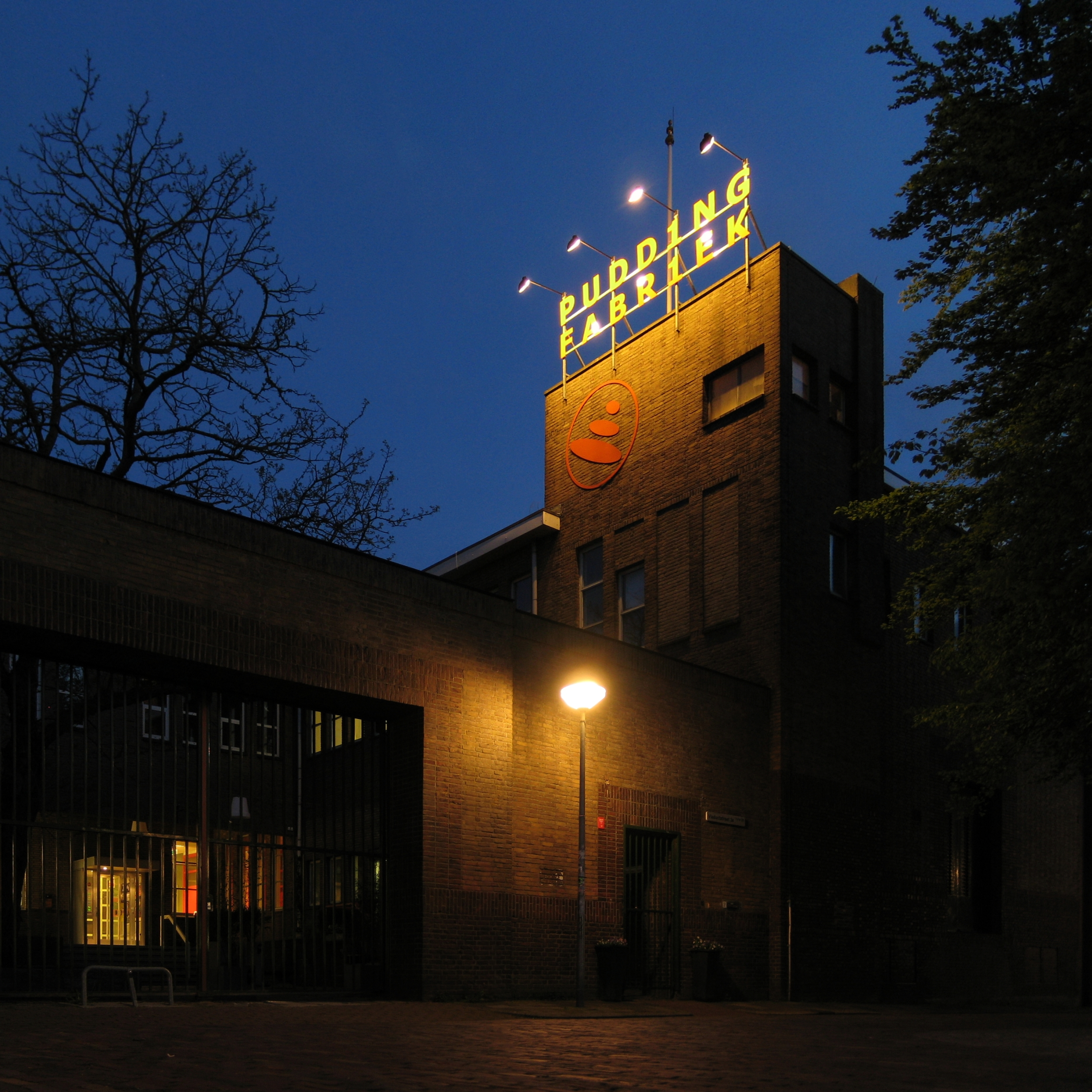
De Puddingfabriek in Groningen in 2009. Het pand werd in de jaren 1927-1929 gebouwd als Puddingfabriek A.J. Polak. Van 1975 tot 1997 was het Groninger Gemeentearchief in het gebouw gevestigd. Het is sinds 2003 een bedrijfsverzamelgebouw.

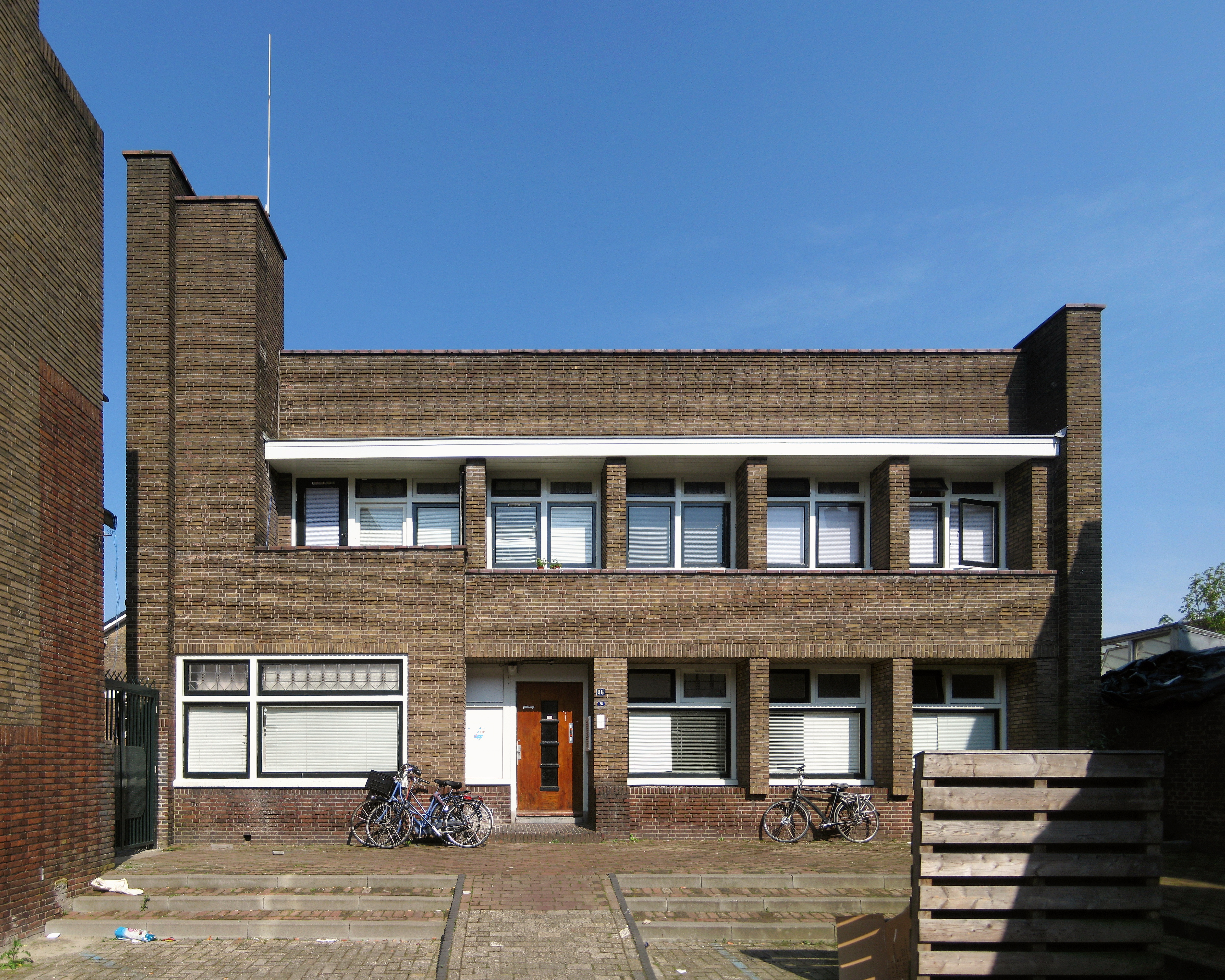
Het voormalige joodse bejaardenhuis Beth Zekenim ("Huis der Ouden") (1930-'31) aan de Schoolholm in Groningen (2012)

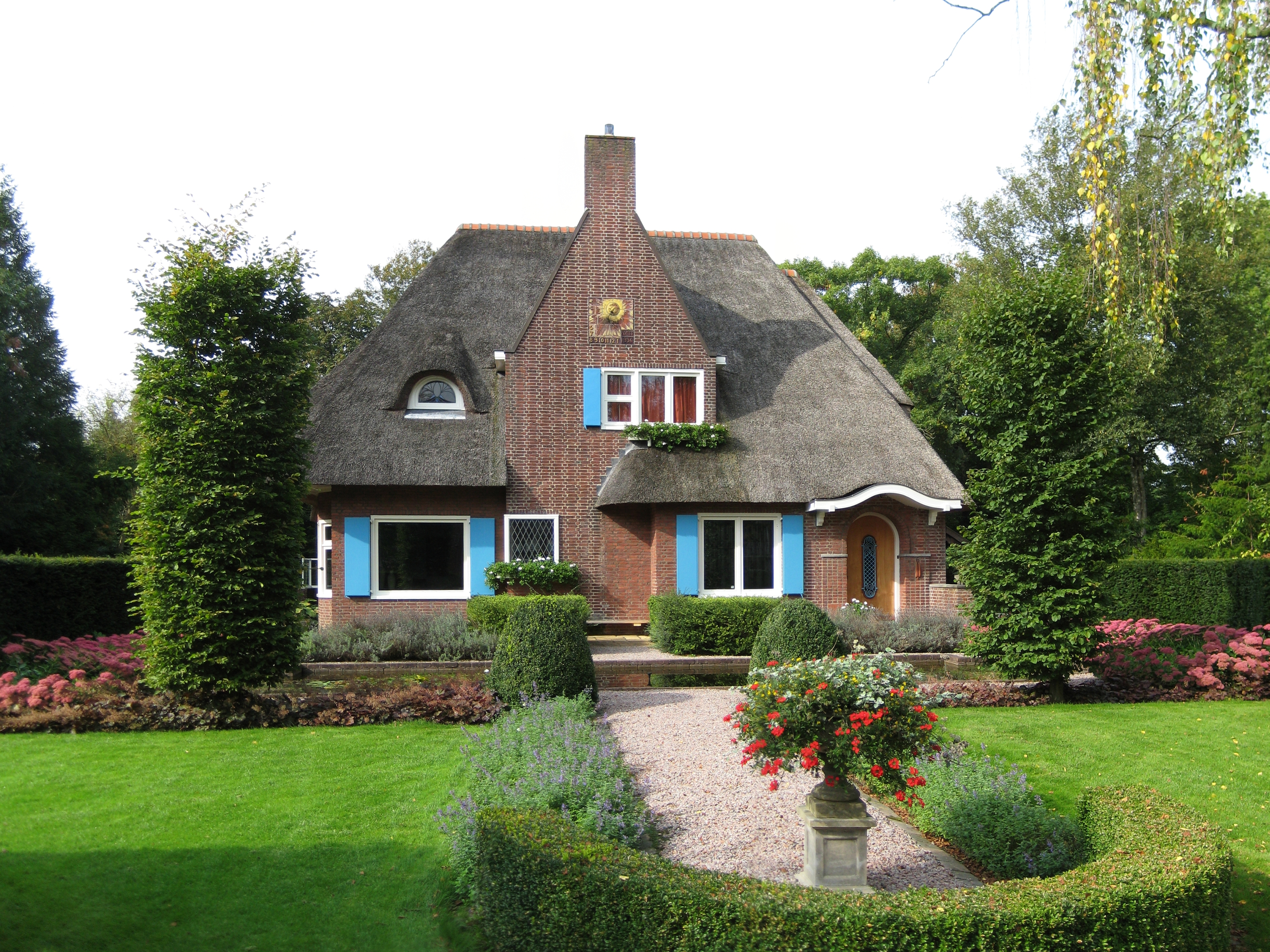
Villa (1936) aan de Dilgtweg in Haren (2010)

Lucas Drewes (Warfhuizen, 28 augustus 1870 - Hattem, 9 mei 1969), doorgaans L. Drewes genoemd, was een Nederlandse architect, die met name in het noorden van het land actief was.

## Leven en werk
Lucas Drewes begon zijn carrière als timmerman. Hij werkte zich op tot opzichter en was als zodanig lange tijd in dienst bij de Afdeling Scholen van de gemeente Groningen. Drewes was in die stad tevens leraar aan de Ambachtsschool en aan de Academie Minerva. Tot zijn leerlingen bij de opleiding tot bouwkundig tekenaar behoorden de architecten Egbert Reitsma en Evert Rozema, prominente vertegenwoordigers van de Groninger richting van de Amsterdamse School. In 1916 werd hij zelfstandig architect en richtte hij samen met zijn vakgenoot Jan Kuiler (1883-1952) in Groningen het architectenbureau Kuiler en Drewes op. Het bureau ontwierp een groot aantal villa's, landhuizen, fabrieken en kerken, zoals de Puddingfabriek, de Noorderkerk en de Oosterkerk, alle te Groningen. 
Opmerkelijk was het 1000-woningenplan voor de naoorlogse wederopbouw van de provincie Groningen, op initiatief van Huibert Ottevanger (burgemeester van Ulrum) onder verantwoordelijkheid van Kuiler en Drewes ontworpen en uitgevoerd door hun jonge medewerkers Jan Adam Por en Pieter Mient Hoekstra. De laatstgenoemde had als onderduiker bij Drewes in huis gewoond en daarbij het vak geleerd. 
Toen Drewes in 1969 op 98-jarige leeftijd overleed, was hij het oudste lid van de kring Groningen van de Bond van Nederlandse Architecten en vermoedelijk eveneens van die vakorganisatie in heel Nederland. Hij werd begraven op de Noorderbegraafplaats in Groningen.
Een aantal van de door Kuiler en Drewes ontworpen bouwwerken heeft de rijksmonumentenstatus.

## Werken (selectie)
- 1898: Gereformeerde kerk, Sauwerd[4]
- 1913: Villa aan de Rijksstraatweg, Haren[5][6]
- 1917: Groentenconservenfabriek Hunsingo, Winsum[7]
- 1918: Poortgebouw met aula en dienstwoning, begraafplaats De Eshof, Haren[8][9]
- 1918  “Huize Hemmen” aan de Rijksstraatweg 63, Haren. Oorspronkelijk vroeg-19e-eeuws landhuis, in opdracht van A. de Muinck Keizer ingrijpend verbouwd.
- 1920: Noorderkerk, Groningen[10]
- 1921: Woonhuis aan de Weg voor de Jagerskampen, Haren[11]
- 1922: Villa "Huis ter Aa," Meentweg 17, Glimmen, in opdracht van Lambertus Helprig Mansholt, gedeputeerde van Groningen[12]
- 1922: Villa De Jagerskampen, Haren (in 1931 verbouwd, opnieuw door Kuiler & Drewes)[13]
- 1923: Odd Fellowhuis, Groningen[14]
- 1923-1924: Bankgebouw aan de Vismarkt, Groningen[15]
- 1927-1929: Oosterkerk, Groningen[16]
- 1929: Winkel en opslagruimte Sledemennerstraat 10, Groningen
- 1930: Villa aan de Terborgsteeg, Haren[17]
- 1930: Villa aan de Westerse Drift, Haren[18]
- 1931: Dubbel landhuis aan de Hondsruglaan/Quintuslaan, Groningen[19]
- 1931: Puddingfabriek A.J. Polak, Groningen[1]
- 1931: Vm. Joods bejaardenhuis Beth Zekenim, Groningen[20]
- 1931: Villa De Dobbe, Haren[21]
- 1931: Villa Lindenhof, Haren[22]
- 1933: Kantoor en woningen Hofstede de Grootkade, Groningen[23]
- 1936: Villa aan de Dilgtweg, Haren[24]
- 1938: Woonhuis van een boerderij aan de Brink, Norg[25]
- 1939-1940: Portieketagewoningen Kapteynlaan, Groningen[26]
- 1950: Hervormde kerk, Wapenveld[27]
- 1952: Immanuëlkerk, Capelle aan den IJssel[28]
- 1954: Gereformeerde kerk, Houwerzijl[29]